# Liste der Kulturdenkmale in Humptrup
In der Liste der Kulturdenkmale in Humptrup sind alle Kulturdenkmale der schleswig-holsteinischen Gemeinde Humptrup (Kreis Nordfriesland) aufgelistet (Stand: 10. März 2025). 

## Legende
In den Spalten befinden sich folgende Informationen:
- Objekt-ID: die Nummer des Kulturdenkmales
- Lage: die Adresse des Kulturdenkmales und die geographischen Koordinaten. Kartenansicht, um Koordinaten zu setzen. In der Kartenansicht sind Kulturdenkmale ohne Koordinaten mit einem roten Marker dargestellt und können in der Karte gesetzt werden. Kulturdenkmale ohne Bild sind mit einem blauen Marker gekennzeichnet, Kulturdenkmale mit Bild mit einem grünen Marker.
- Offizielle Bezeichnung: Bezeichnung des Kulturdenkmales
- Beschreibung: die Beschreibung des Kulturdenkmales
- Bild: ein Bild des Kulturdenkmales

## Sachgesamtheiten
| Objekt-ID      | Lage                                      | Offizielle Bezeichnung | Beschreibung | Bild                             |
| -------------- | ----------------------------------------- | ---------------------- | --- | -------------------------------- |
| 40616 Wikidata | Hauptstraße (54° 51′ 47″ N, 8° 51′ 55″ O) | Kirche Humptrup        | Aktualisierung vorgesehen - Begründung: geschichtlich, künstlerisch, städtebaulich, Kulturlandschaft prägend - Schutzumfang: Kirche mit Ausstattung, Kirchhof, Kirchhofstor, Kirchhofsumwallung | weitere Fotos \| Fotos hochladen |

## Bauliche Anlagen
| Objekt-ID     | Lage                                         | Offizielle Bezeichnung | Beschreibung | Bild |
| ------------- | -------------------------------------------- | ---------------------- | --- | ---- |
| 3936 Wikidata | Hauptstraße (54° 51′ 47″ N, 8° 51′ 55″ O)    | Kirche mit Ausstattung | Alteintragung (Aktualisierung vorgesehen) - Begründung: geschichtlich, künstlerisch, städtebaulich - Schutzumfang: gesamtes Objekt - Denkmaltyp: Bauliche Anlage, Sachgesamtheit: Kirche Humptrup | BW   |
| 43808         | Pastoratsweg 1 (54° 51′ 45″ N, 8° 51′ 56″ O) | ehem. Pastorat         | ehem. Pastorat; 2. H. 19. Jh./um 1900; zweigeschossiger, kubischer Backsteinbau mit geschlämmter Fassade unter schiefergedecktem Schopfwalmdach, Fassade mit gleichmäßig gereihten Segmentbogenfenstern und Zinnenfries - Begründung: geschichtlich, städtebaulich, Kulturlandschaft prägend - Schutzumfang: ehem. Pastorat, Garten - Denkmaltyp: Bauliche Anlage | BW   |

## Gründenkmale
| Objekt-ID      | Lage                                      | Offizielle Bezeichnung | Beschreibung | Bild |
| -------------- | ----------------------------------------- | ---------------------- | --- | ---- |
| 19296 Wikidata | Hauptstraße (54° 51′ 47″ N, 8° 51′ 53″ O) | Kirchhof               | Alteintragung (Aktualisierung vorgesehen) - Begründung: geschichtlich, Kulturlandschaft prägend - Schutzumfang: Kirchhof, Kirchhofstor, Kirchhofsumwallung - Denkmaltyp: Gründenkmal, Sachgesamtheit: Kirche Humptrup | BW   |

## Quelle
- Liste der Kulturdenkmale in Schleswig-Holstein – Kreis Nordfriesland (PDF)

- Karte mit allen Koordinaten:
- OSM |
- WikiMap